# Hot Place
Badkiz (кор. 배드키즈, ранее известны как Hot Place (кор. 핫플레이스) — южнокорейская гёрл-группа, сформированная в 2014 году компанией Zoo Entertainment. Группа дебютировала с песней «Ear Attack» 24 марта 2014 года.
15 февраля 2019 года, после ухода пятнадцати участниц, Badkiz изменили свое название на Hot Place. Через год после ухода Шихён и Тэри они вернулись к своему названию Badkiz.
14 октября 2020 года Рози подтвердила, что группа расфлрмирована после того, как все участницы написали прощальные письма фанатам.

## Карьера

### Предебют
До того, как K.Me и Дуна присоединились к Hot place, они были членами расформированной группы ZZBEst под управлением Faith Entertainment, которая дебютировала в январе 2015 года с их песней «Temptation». К тому времени К.Ме называли «Мири», а Дуна — «Дана». После того, как Дуна покинула ZZBEst, она присоединилась к HOTTIES, которая дебютировала в 2015 году.

### 2014—2015: Дебют с «Ear Attack» и «Babomba»
Первоначально Hot place дебютировали 24 марта 2014 года в составе группы из 5 человек: Моника, Помпом, Ёнджи, Ёнджу, Джина, выпустив их первый цифровой сингл «Ear Attack», с двумя версиями музыкального видео и многочисленными выступлениями на музыкальных шоу. После выпуска дебютного сингла Моника и Джина выпустили цифровой сингл «Father». Через некоторое время после дебютного сингла Ёнджу и Ёнджи покинули Hot place и были заменены Юмин и Хана. Ёнджу позже дебютировала в новой группе под названием Luluz под эстрадным названием Ынджу в конце 2014 года под агентством Zenith. После расформирования Luluz в 2015 году, Ынджу стала членом Wanna под руководством того же агентства.
13 ноября 2014, Hot place выпустили их второй сингл «Babomba», который достиг свыше одного миллиона просмотров. Музыкальный видеоклип популярен тем, что в его снятии участвовало большое количество комендантов.

### Смена состава, камбек, новые группы Джина-Ю и Помпом
В марте 2015 года Юнмин объявила, что покидает Hot place, после чего, группа продолжала работать в составе четырёх человек. В апреле, после появления группы в «Dream Team», Джина, Помпом и Хана анонсировали о том, что покидают группу. Агентство не вдаваясь в подробности ухода Помпом и Хана пояснили, что Джина ушла, чтобы стать солисткой и переодекларироваться 26 июня 2015 года под сценическим псевдонимом Джина-Ю со своим дебютным синглом «Oppanyong». Было объявлено, что Помпом будет членом недавно дебютировавшей группы «PITAPAT» под Pitapat Entertainment в качестве Джиан.
После ухода 4 участников, Zoo Entertainment объявило о новых членах Hot place в составе: Луа, Ханыль и K.Me. 7 августа 2015 года Hot place  выпустили свой третий цифровой сингл «Come Closer».
В декабре Моника выпустила OST под названием «A Little Short».

### Смена состава и камбек группы
Уход Ханыль из Hot place было подтверждено в мае 2016 года. Два новых участника, Со Мин и Юси, присоединились к группе, возвращая группу к первоначальному счету в составе из пяти членов.
Герл-бэнд выпустил свой четвёртый сингл «Hothae» 15 августа 2016 года. 21 ноября 2016 года Hot place выпустили свой пятый сингл. Также выяснилось, что Луа покинула группу из-за автомобильной аварии, после чего к составу присоединилась новая участница Дуна.
21 ноября 2016 года Hot place выпустили свой пятый сингл, ремейк своего дебютного сингла «Ear Attack» под названием «Ear Attack 2».
До 2018 года группа имела название "Badkiz", но изменила его вместе с этим дебютировав в 2019 году с песней TMI, группа полностью изменила состав в котором осталось 4 человека.

## Участники

### Текущие участники
- Моника (кор.: 모니카), родилась в Сеуле, Южная Корея. Её отец из Германии, мать корейская японка.
- К. Ме (кор.: 케이미), настоящее имя: На Ми Ри (кор.: 나미리), родилась в Юсо, Чолла-Намдо.
- Со Мин (кор.: 소민), настоящее имя: Чан Со Мин (кор.: 장소민), родилась в Кванмене, Кёнгидо.
- Юси (кор.: 유시), настоящее имя: Юн Джи Ён (кор.: 윤지연), родилась в Иксане, Чолла-Пукто.
- Дуна (кор.: 두나) настоящее имя: Хан Джон А (кор.: 한정아), родилась в Окченду, Чунчхон-Пукто

### Бывшие участники
- Луа (кор.: 루아), настоящее имя: Чо Хан Гён (кор.: 조한경), родилась в Пусане, Южная Корея.
- Ханыль (кор.: 하늘), настоящее имя: Ким Ха Ныль (кор.: 김하늘)
- Помпом (кор.: 봄봄), настоящее имя: Ким По Ми (кор.: 김보미)
- Джина-Ю (кор.: 지나), настоящее имя: Ю Джи На (кор.: 유지나)
- Ёнджи (кор.: 연지), настоящее имя: Ли Ён Джи (кор.: 이연지)
- Ынджу (кор.: 은주), настоящее имя: Ли Ын Джу (кор.: 이은주)
- Юмин (кор.: 유민), настоящее имя: Чо Юн Мин (кор.: 조윤민)
- Хана (кор.: 하나), настоящее имя: Ли Ха На (кор.: 이하나)

## Дискография

### Сингл-альбом
- Hot Place (2019)